# Eötvös József Főiskola
Az Eötvös József Főiskola egy 1870-ben alapított felsőoktatási intézmény Baján.

## Története
A főiskola elődjét, a Bajai Állami Tanítóképző Intézetet Eötvös József törvényjavaslata alapján alapították 1870. október 17-én. 1959. szeptember 7-től a (a jogszabályi változásoknak megfelelően) a tanítóképzés korábbi középfokú helyett felsőfokú szinten folyik.
1962 szeptember 1-jén az Országos Vízügyi Főigazgatóság megalapította a Felsőfokú Vízgazdálkodási Technikumot. A Technikum 1970-től a Budapesti Műszaki Egyetem Vízgazdálkodási Főiskolai Kara, majd 1979-ben a pécsi Pollack Mihály Műszaki Főiskolához csatolták.
Baja város két felsőoktatási intézményét 1996-ban összevonták, ezzel létrejött az ország első integrált főiskolája. A pedagógiai és bölcsész képzések a Pedagógiai Fakultáson (a későbbi Neveléstudományi Karon), a műszaki és gazdálkodási képzések a Műszaki Fakultáson (a Későbbi Műszaki és Közgazdaságtudományi Karon) folynak. 2016-ban a kari felosztás megszűnik.
A Vízépítési és Vízgazdálkodási Intézetet, valamint a Vízellátási és Környezetmérnöki Intézetet 2017. február 1. napjától beolvasztották a Nemzeti Közszolgálati Egyetembe.

## Intézetek és szakcsoportok[3]
- Pedagógusképző Intézet

- Pedagógia és pszichológia szakcsoport
- Magyar nyelvi és irodalmi szakcsoport
- Művészeti, technikai és testi nevelési szakcsoport

- Nemzetiségi és Idegennyelvi Intézet

- Angol szakcsoport
- Horvát szakcsoport
- Német szakcsoport

- Gazdaságtudományi Intézet

- Közgazdaságtudományi szakcsoport
- Vezetéstudományi szakcsoport

## Képzések[4]

### Alapképzések
- csecsemő- és kisgyermeknevelő
- gazdálkodási és menedzsment (duális képzésben is)
- óvodapedagógus
- óvodapedagógus - cigány/roma szakirány
- óvodapedagógus - horvát nemzetiségi szakirány
- óvodapedagógus - német nemzetiségi szakirány
- óvodapedagógus - szerb nemzetiségi szakirány
- tanító
- tanító - cigány/roma szakirány
- tanító - horvát nemzetiségi szakirány
- tanító - német nemzetiségi szakirány
- tanító - szerb nemzetiségi szakirány

### Felsőoktatási szakképzések
- gazdálkodási és menedzsment